# U 67 (U-Boot, 1941)

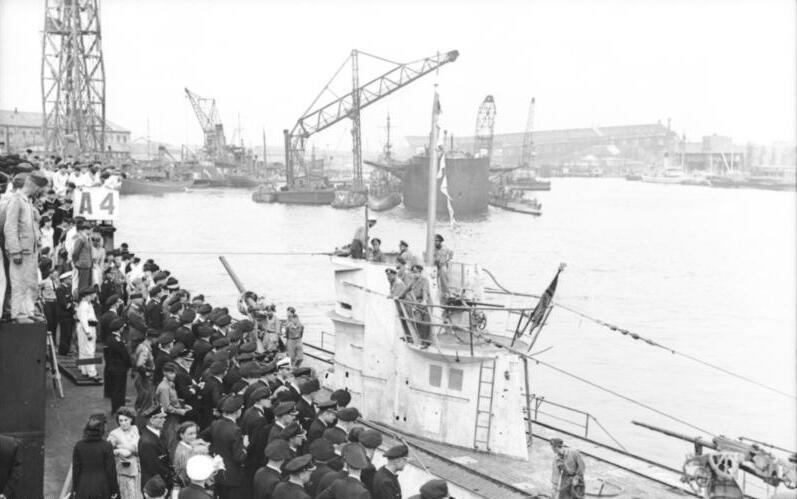
Anlegemanöver von U 67 beim Einlaufen in Lorient

U 67 war ein deutsches U-Boot vom Typ IX C, das im Zweiten Weltkrieg von der deutschen Kriegsmarine eingesetzt wurde.

## Geschichte
Der Auftrag zum Bau des U-Boot wurde am 7. August 1939 an die AG Weser in Bremen vergeben. Die Kiellegung erfolgte am 5. April 1940, der Stapellauf am 30. Oktober 1940, die Indienststellung unter Kapitänleutnant Heinrich Bleichrodt fand schließlich am 22. Januar 1941 statt.
Das Boot gehörte nach seiner Indienststellung am 22. Januar 1941 bis zu seiner Versenkung 16. Juli 1943 als Ausbildungs- bzw. Frontboot in der 2. U-Flottille in Wilhelmshaven und Lorient.
U 67 unternahm während seiner Dienstzeit sieben Feindfahrten, auf denen es dreizehn Schiffe mit einer Gesamttonnage von 72.138 BRT versenken und fünf mit 29.726 BRT beschädigen konnte.
Das Boot war das erste deutsche Unterseeboot, das mit einer Anti-Ortungsbeschichtung aus Gummi-Platten ausgerüstet wurde. Mit dieser Beschichtung, Alberich genannt, wurden vom 29. Juli 1941 bis zum 12. August 1941 Versuche in der Ostsee und gemeinsam mit dem Versuchsschiff Strahl im Lofjord bei Trondheim durchgeführt.

## Einsatzstatistik

### Erste Feindfahrt
Das Boot lief am 19. August 1941 um 19:00 Uhr von Bergen aus und lief am 29. August 1941 um 10:05 Uhr in Lorient ein. Auf dieser zehn Tage dauernden und 2.527,5 sm über und 80,5 sm unter Wasser langen Unternehmung zur Überführung des Bootes nach Frankreich wurden keine Schiffe versenkt oder beschädigt.

### Zweite Feindfahrt
Das Boot lief am 14. September 1941 um 20:00 Uhr von Lorient aus und lief am 16. Oktober 1941 um 14:25 Uhr wieder dort ein. Auf dieser 32 Tage dauernden und 6.249 sm über und 28 sm unter Wasser langen Unternehmung in den Mittelatlantik und den Kapverdischen Inseln wurde ein Schiff mit 3.753 BRT versenkt.
- 24. September 1941: Versenkung des britischen Dampfers St. Clair II (Lage) mit 3.753 BRT. Der Dampfer wurde durch einen Torpedo versenkt. Er hatte 4.029 t Palmkerne sowie 3,5 t Palmöl geladen und befand sich auf dem Weg von Lagos über Freetown nach Liverpool. Das Schiff gehörte zum Konvoi SL-87 mit elf Schiffen. Es gab 13 Tote und 31 Überlebende.

### Dritte Feindfahrt
Das Boot lief am 26. November 1941 um 13.30 Uhr von Lorient aus und lief am 26. Dezember 1941 um 13:00 Uhr wieder dort ein. Auf dieser 30 Tage dauernden und 5.788 sm über und 256 sm unter Wasser langen Unternehmung in den Nordatlantik und westlich von Gibraltar wurden keine Schiffe versenkt oder beschädigt.

### Vierte Feindfahrt
Das Boot lief am 19. Januar 1942 um 17:45 Uhr von Lorient aus und lief am 30. März 1942 um 10:30 Uhr wieder dort ein. Auf dieser 70 Tage dauernden und zirka 9.950 sm über und 420 sm unter Wasser langen Unternehmung in den Westatlantik, der Karibik und Curaçao, wurden zwei Schiffe mit 17.903 BRT versenkt und ein Schiff mit 3.177 BRT beschädigt.
- 16. Februar 1942: Beschädigung des niederländischen Tankers Rafaela mit 3.177 BRT. Der Tanker wurde durch einen Torpedo beschädigt. Er hatte Rohöl geladen und befand sich auf dem Weg von Maracaibo nach Curaçao. Er wurde am 16. Februar 1942 von 2 Schleppern nach Willemstad eingeschleppt. Das Schiff sank in der St. Anna Bay auf Grund, wurde aber gehoben und repariert.

- 21. Februar 1942: Versenkung des norwegischen Tanker Kongsgaard mit 9.467 BRT. Der Tanker wurde durch zwei Torpedos versenkt. Er hatte 14.601 t Rohöl geladen und befand sich auf dem Weg von Puerto La Cruz nach Aruba. Es gab 38 Tote und acht Überlebende.

- 14. März 1942: Versenkung des panamaischen Tankers Penelope (Lage) mit 8.436 BRT. Der Tanker wurde durch zwei Torpedos versenkt. Er hatte Rohöl geladen und befand sich auf dem Weg von Caripito (Venezuela) nach Halifax. Es gab zwei Tote und 49 Überlebende.

### Fünfte Feindfahrt
Das Boot lief am 20. Mai 1942 um 21:35 Uhr von Lorient aus und lief am 8. August 1942 um 14:37 Uhr wieder dort ein. Auf dieser 80 Tage dauernden und zirka 1.000 sm über und 510 sm unter Wasser langen Unternehmung in den Westatlantik, der Karibik den Großen Antillen und dem Golf von Mexiko wurden sechs Schiffe mit 30.015 BRT versenkt und zwei Schiffe mit 14.831 BRT beschädigt.
- 16. Juni 1942: Versenkung des nicaraguanischen Dampfers Managua (Lage) mit 2.220 BRT. Der Dampfer wurde durch einen Torpedo versenkt. Er hatte Stückgut geladen und befand sich auf dem Weg von Charleston nach Havanna. Es gab keine Verluste, 25 Überlebende.

- 20. Juni 1942: Beschädigung des norwegischen Tankers Nortind mit 8.221 BRT. Der Tanker wurde durch einen Torpedo beschädigt. Er lief am 20. Juni 1942 in New Orleans ein. Das Schiff wurde am 26. Januar 1943 von U 358 versenkt.

- 23. Juni 1942: Versenkung des US-amerikanischen Tankers Rawleigh Warner (Lage) mit 3.664 BRT. Der Tanker wurde durch zwei Torpedos versenkt. Er hatte 38.909 Barrel Benzin geladen und befand sich auf dem Weg von Smiths Bluff (Texas) nach St. Joe (Florida). Es war ein Totalverlust mit 33 Toten.

- 29. Juni 1942: Versenkung des britischen Tankers Empire Mica (Lage) mit 8.032 BRT. Der Tanker wurde durch zwei Torpedos versenkt. Er hatte 12.000 t gereinigtes Öl geladen und befand sich auf dem Weg von Houston und New Orleans über Key West nach Großbritannien. Es gab 33 Tote und 14 Überlebende.

- 6. Juli 1942: Versenkung des norwegischen Motorschiffes Bayard mit 2.160 BRT. Das Schiff wurde durch einen Torpedo versenkt. Es hatte 2.099 t Stückgut geladen und war auf dem Weg von New Orleans nach Colon. Es gab elf Tote und 21 Überlebende.

- 7. Juli 1942: Beschädigung des US-amerikanischen Tankers Paul H. Harwood mit 6.610 BRT. Der Tanker wurde durch einen Torpedo beschädigt. Er war auf dem Weg von New York nach Port Arthur. Das Schiff lief am 10. Juli 1942 in Port Helen ein.

- 10. Juli 1942: Versenkung des US-amerikanischen Tankers Benjamin Brewster mit 5.950 BRT. Der Tanker wurde durch zwei Torpedos versenkt. Er hatte 70.578 Barrel Flugbenzin und Leichtöl geladen und befand sich auf dem Weg von Baytown nach Tampa. Es gab 27 Tote und 15 Überlebende.

- 13. Juli 1942: Versenkung des US-amerikanischen Tankers R. W. Gallagher (Lage) mit 7.989 BRT. Der Tanker wurde durch zwei Torpedos versenkt. Er hatte 83.000 Barrel Heizöl geladen und befand sich auf dem Weg von Baytown (Texas) nach Port Everglades (Florida). Es gab acht Tote und 44 Überlebende.

### Sechste Feindfahrt
Das Boot lief am 16. September 1942 um 18:20 Uhr von Lorient aus und am 21. Dezember 1942 um 10:26 Uhr wieder dort ein. Das Boot wurde am 11. Dezember 1942 von U 460 mit 16 m³ Brennstoff versorgt. Auf dieser 96 Tage dauernden und zirka 11.650 sm über und 551 sm unter Wasser langen Unternehmung im Westatlantik und südwestlich von Trinidad wurden vier Schiffe mit 20.467 BRT versenkt und zwei Schiffe mit 11.718 BRT beschädigt.
- 25. Oktober 1942: Versenkung des norwegischen Motorschiffes Primero (Lage) mit 4.414 BRT. Das Schiff wurde durch zwei Torpedos versenkt. Es fuhr in Ballast, hatte aber noch 1.500 t Salz an Bord und befand sich auf dem Weg von Sues über die Tafelbucht in Südafrika und Trinidad nach New York. Es gab zwei Tote und 37 Überlebende.

- 8. November 1942: Beschädigung des britischen Dampfers Capo Olmo mit 4.712 BRT. Der Dampfer wurde durch einen Torpedo beschädigt. Er war auf dem Weg von Mombasa und der Table Bay (Südafrika) nach Großbritannien. Das Schiff lief noch am gleichen Tag in Trinidad ein.

- 9. November 1942: Versenkung des norwegischen Dampfers Nidarland (Lage) mit 6.132 BRT. Der Dampfer wurde durch zwei Torpedos versenkt. Er hatte 8.435 t Zink und 175 Barren Silber geladen und befand sich auf dem Weg von Santa Fe und Buenos Aires nach Trinidad. Es gab einen Toten und 34 Überlebende.

- 15. November 1942: Versenkung des britischen Motorschiffes King Arthur (Lage) mit 5.224 BRT. Das Schiff wurde durch vier Torpedos versenkt. Es hatte 5.200 t Baumwolle sowie Stückgut geladen und befand sich auf dem Weg von Alexandria über Port Elizabeth und Trinidad nach Großbritannien. Es gab keine Verluste, 37 Überlebende.

- 18. November 1942: Versenkung des norwegischen Motorschiffes Tortugas mit 4.697 BRT. Das Schiff wurde durch einen Torpedo versenkt. Es hatte 5.515 t Stückgut inklusive 1.400 Ballen Tee, 2.200 t Manganerz und 1.000 t Jute geladen und befand sich auf dem Weg von Kalkutta der Saldanha Bay der Table Bay (Südafrika) und Trinidad zum River Clyde. Der Kapitän und der Leitende Ingenieur wurden von U 67 gefangen genommen.

- 28. November 1942: Beschädigung des britischen Motorschiffes Empire Glade mit 7.006 BRT. Das Schiff wurde durch Artillerie beschädigt. Es war auf dem Weg von Alexandria, Charleston über New York nach Großbritannien. Es gab einen Toten und 48 Überlebende. Das Schiff lief am 7. Dezember 1942 in Charleston ein.

### Siebente Feindfahrt
Das Boot lief am 3. März 1943 um 16:00 Uhr von Lorient aus und lief am 13. April 1943 um 10:00 Uhr wieder dort ein. Auf dieser 41 Tage dauernden und zirka 6.500 sm über und 407 sm unter Wasser langen Unternehmung in den Mittelatlantik, den Azorischen Inseln und den Kanarischen Inseln wurden keine Schiffe versenkt oder beschädigt.

### Achte Feindfahrt
Das Boot lief am 10. Mai 1943 von Lorient aus und wurde am 16. Juli 1943 im Atlantik versenkt. Auf dieser 67 Tage dauernden Unternehmung in den Westatlantik, östlich der Karibik und dem Mittelatlantik wurden keine Schiffe versenkt oder beschädigt.

## Verbleib
Am 16. Juli 1943 wurde U 67 im Westatlantik, in der Sargassosee, durch vier Mk-47-Torpex-Wasserbomben einer TBF Avenger-Maschine der Squadron VC-13 des US-Geleitflugzeugträgers USS Core auf der Position 30° 5′ N, 44° 17′ W im Marine-Planquadrat DF 4737 versenkt. 48 Besatzungsmitglieder kamen dabei ums Leben, drei konnten gerettet werden.
U 67 verlor während seiner Dienstzeit vor der Versenkung ein Besatzungsmitglied, als sich am 27. Oktober 1942 während des Torpedoladens eine Explosion ereignete.